# Olgasis
Olgasis là một chi thực vật có hoa trong họ, Orchidaceae.